# Таужное
Та́ужное (укр. Таужне) — село в Завальевской поселковой общине Голованевского района Кировоградской области Украины.
Население по переписи 2001 года составляло 2006 человек. Почтовый индекс — 26330. Телефонный код — 5254. Код КОАТУУ — 3521186001.

## История
На атласе «Земель Русских» Речи Посполитой XVI—XVII веков отмечено село Тавижна (Tawexna). Первое упоминание о Таужном относится к 1751 году и связано с церковно-археологическим экспонатом: гравированный полотняный антиминсъ для храма Успенія Богородицы въ с. Тавужной, намѣстничества Чечельницкаго,—отъ Подольскаго преосвящ. Іустина .
Жители села были креппостными графа Мечислава Потоцкого. По преданию он дал селу немецкое название «таузенд» (тысяча, так как оно было якобы тысячным по счету селом в его владениях). По другой версии название произошло от того, что для поселения на данную местность было перевезено с других имений Потоцкого тысяча крепостных. Очевидны и другие этимологические значения наименования поселка: Таверна (італ. Taverna), Тавужна (укр. Вуж), Таужное (рус. Южное) и пр.

## Население
В соответствии с местным преданием начальное количество жителей села в момент его образования в 1756 году составило 1000 человек. За данными инвентарной книги 1845 года в селе проживало 2629 взрослого населения, не считая детей: мужчин — 1666, женщин — 963. С имеющихся дворов — 74 были так званые гужевые, 175 — пешие, 32 — городничьи, 4 — бездомных. Общее количество земли в поселке составляло 7085,5 десятин: в том числе в пользовании у селян было 1546 десятин орной земли, 165 десятин усадебной и огородной, 498 десятин сенокосной земли. После долгих мытарств и ожиданий 8 декабря 1869 года селяне добились утверждения Выкупного акта на землю. К 1910 году село имело 7 верст в длину с севера на юг.
Осенью 1909 года по май 1910 года среди жителей зафиксированы массовые заболевания желудочным и сыпным тифом, оспой, дифтерией и коклюшем (около 700 жителей). В искоренении заболевания большую заслугу имели фельдшер Скрипников и благочестивый студент медицинского факультета Киевского императорского университета Святого князя Владимира имя которого пока неизвестно. Последний сам заболел, усердно служа ближним.
В 1910-х годах население села достигло 7 500 человек взрослого населения, что явилось историческим максимумом за все время существования селения, более чем 250 лет.

## Административное подчинение
Таужное до 1793 года было в составе Брацлавского воеводства Речи Посполитой, а с 1796 года — в составе поселений Подольских волостей и относилось Вельховецкому имению графини Марии Строгановой. После ликвидации крепостного права село вошло в состав Трояновской волости Балтского уезда Подольськой губернии Российской империи. До 2020 года село входило в Гайворонский район

## История еврейской общины
За данными переписи в Брацлавском воеводстве Речи Посполитой (1776—1791 гг.) в селе Таужное проживала еврейская община, которая в 1784 году насчитывала 20 человек. В конце 1899 года в селе проживала внушительная еврейская община, которая имела хорошие отношения с православным местным населением. Во время гитлеровской оккупации на улице 8-го марта был произведен массовый расстрел местного гражданского еврейского населения, включая стариков, женщин и детей. После освобождения территории села от гитлеровцев 12 марта 1944 года прах расстрелянных жертв гражданского населения был перезахоронен на местном кладбище, а после, некоторые могилы — в селе Хащеватое Гайворонского района на мемориальном кладбище.